# Laurie Main
Laurie Main, all'anagrafe Laurence George Main (Melbourne, 29 novembre 1922 – Los Angeles, 8 febbraio 2012), è stato un attore inglese.

## Filmografia parziale

### Cinema
- Il tunnel del terrore (The Yellow Balloon), regia di J. Lee Thompson (1953)
- Tutta la verità (The Whole Truth), regia di John Guillermin (1958)
- Il fantasma dell'opera (The Phantom of the Opera), regia di Terence Fisher (1962)
- Vorrei non essere ricca (I'd Rather Be Rich), regia di Jack Smight (1964)
- My Fair Lady, regia di George Cukor (1964)
- La dolce vita... non piace ai mostri (Monster, Go Home!), regia di Earl Bellamy (1966)
- Bersaglio umano (Target: Harry), regia di Roger Corman (1969)
- L'amica delle 5½ (On a Clear Day You Can See Forever), regia di Vincente Minnelli (1970)
- Operazione crepes suzettes (Darling Lili), regia di Blake Edwards (1970)
- Bambole e sangue (Private Parts), regia di Paul Bartel (1972)
- L'uomo più forte del mondo (The Strongest Man in the World), regia di Vincent McEveety (1975)
- Tutto accadde un venerdì (Freaky Friday), regia di Gary Nelson (1976)
- Herbie al rally di Montecarlo (Herbie Goes to Monte Carlo), regia di Vincent McEveety (1977)
- L'uomo venuto dall'impossibile (Time After Time), regia di Nicholas Meyer (1979)
- Strega per un giorno (Wicked Stepmother), regia di Larry Cohen (1989)
- Robin Hood - Un uomo in calzamaglia (Robin Hood: Men in Tights), regia di Mel Brooks (1993)

### Televisione
- Robin Hood (The Adventures of Robin Hood) – serie TV, episodio 1x23 (1956)
- Maverick – serie TV, 2 episodi (1960-1961)
- The Dick Powell Show – serie TV, episodio 1x13 (1961)
- Fred Astaire (Alcoa Premiere) – serie TV, episodio 1x02 (1961)
- Hawaiian Eye – serie TV, episodio 3x26 (1962)
- I detectives (The Detectives) – serie TV, episodio 3x23 (1962)
- Honey West – serie TV, episodio 1x11 (1965)
- Agenzia U.N.C.L.E. (The Girl from U.N.C.L.E.) – serie TV, episodio 1x08 (1966)
- Iron Horse – serie TV, episodio 2x06 (1967)
- Tre nipoti e un maggiordomo (Family Affair) – serie TV, episodi 2x17-4x07-5x05 (1968-1970)
- La casa nella prateria (Little House on the Prairie) – serie TV, episodio 8x10 (1981)
- The Facts of Life Goes to Paris, regia di Asaad Kelada – film TV (1982)
- La signora in giallo (Murder, She Wrote) – serie TV, episodio 8x15 (1992)